# Bathiorhamnus vohemarensis
Bathiorhamnus vohemarensis là một loài thực vật có hoa trong họ Táo. Loài này được Callm., Phillipson & Buerki mô tả khoa học đầu tiên năm 2008.